# Baghdati
Baghdati (georgisch ბაღდათი) ist eine Stadt im westlichen Zentralteil Georgiens, in der Region Imeretien. Sie ist Verwaltungssitz der gleichnamigen Munizipalität Baghdati und hat 3707 Einwohner (Stand: 2014).

## Lage

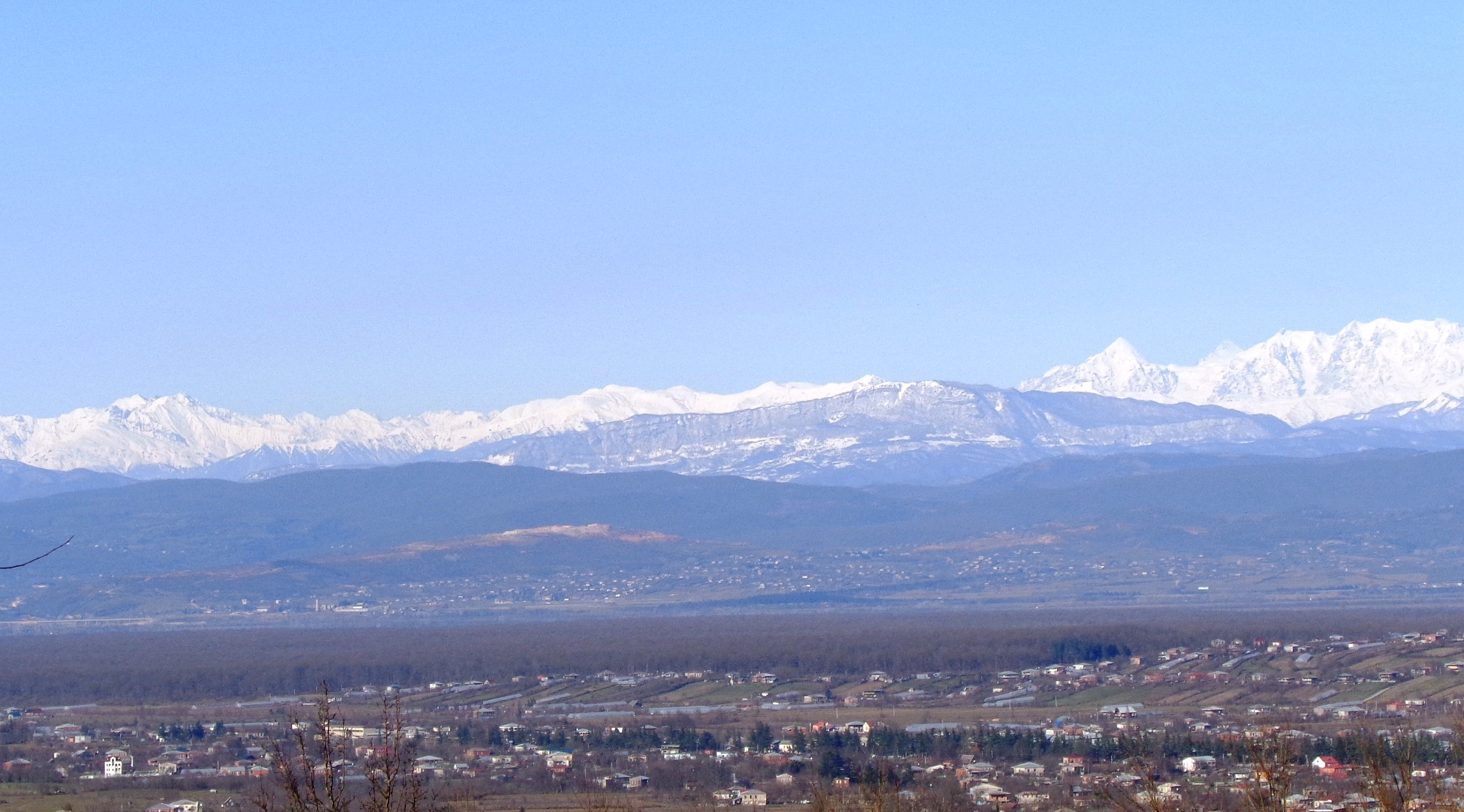
Baghdati, Ortsansicht

Der Ort befindet sich etwa 170 Kilometer Luftlinie westnordwestlich der Hauptstadt Tiflis und knapp 25 Kilometer südsüdöstlich der Regionshauptstadt Kutaissi am Südostrand einer vom Rioni, dem bedeutendsten Fluss im Westen Georgien, gebildeten Ebene. Bei Baghdati tritt der linke Rioni-Nebenfluss Chaniszqali aus seinem engen, bewaldeten Tal in die Ebene hervor, das er in die wenig südlich des Ortes über 1500 m hohen Berge des Adscharisch-Imeretischen (auch Meschetischen) Gebirgszuges des Kleinen Kaukasus geschnitten hat.

## Geschichte
Das alte imeretische Dorf Baghdati, dessen Name die gleichen persischen Ursprünge haben dürfte wie der Name der irakischen Hauptstadt Bagdad (etwa „Gabe Gottes“), war in der Zeit der Zugehörigkeit Georgiens zum Russischen Reich und später zur Sowjetunion auch unter der russischen Namensform Bagdadi (russisch Багдади) bekannt.
1940 wurde es nach seinem berühmtesten Sohn, dem dort 1893 in der Familie eines russischen Forstbeamten geborenen Dichter Wladimir Majakowski, in Majakowski (georgisch მაიაკოვსკი) umbenannt. In den 1960er-Jahren wurde der Ort zur Siedlung städtischen Typs erhoben, 1981 erhielt er schließlich die Stadtrechte.
1990 wurde der ursprüngliche Ortsname wiederhergestellt.
Einwohnerentwicklung
| Jahr | Einwohner |
| ---- | --------- |
| 1959 | 4586      |
| 1970 | 4609      |
| 1979 | 4831      |
| 1989 | 5465      |
| 2002 | 4714      |
| 2014 | 3707      |

Anmerkung: 1959–2002 Volkszählungsdaten, 2009 Berechnung

## Kultur und Sehenswürdigkeiten
Baghdati verfügt über ein Wladimir-Majakowski-Museum und ein Volkstheater.

## Söhne und Töchter des Ortes
- Wladimir Majakowski (1893–1930), russischer Dichter

## Wirtschaft und Infrastruktur
In Baghdati gibt es eine Möbelfabrik sowie Betriebe der Lebensmittelindustrie (Konserven, Wein). In der waldreichen Umgebung wird Forstwirtschaft betrieben.
Durch Baghdati führt die Regionalstraße, die von Kutaissi ausgehend das Tal des Chaniszqali aufwärts führt, über den 2180 m hohen Sekara-Pass (georgisch ზეკარის უღელტეხილი, Sekaris ugheltechili) den Hauptkamm des Meschetischen Gebirges überquert und weiter über den Kurort Abastumani nach Achalziche, Hauptstadt der südlichen Nachbarregion Samzche-Dschawachetien, verläuft. Die nächstgelegene Bahnstation befindet sich in Kutaissi.